# Trogloraptor marchingtoni
Trogloraptor marchingtoni es una especie de grandes arañas araneomorfas y único representante de la familia Trogloraptoridae y del género monotípico Trogloraptor. Son oriundas de las cavernas del sudoeste de Oregón. Estas arañas son predominantemente de color amarillo-pardas con una envergadura máxima de patas 7,6 cm. Son notables por tener garras en forma de gancho en los últimos segmentos de las patas.

## Taxonomía
Trogloraptoridae es una de las únicas tres nuevas familias de arañas descritas desde 1990 e incluye un único género monotípico conformado por una única especie, Trogloraptor marchingtoni. Se cree que esta familia es un miembro primitivo de la superfamilia de arañas de seis ojos Dysderoidea. Sus parientes vivos más cercanos son las arañas de la familia Oonopidae de los que se diferencia por varios rasgos únicos, como un sistema respiratorio primitivo, que justifica su separación en una familia diferente. La familia probablemente se haya separado de las otras arañas hace aproximadamente 130 millones de años, lo cual la haría otro notable taxón relicto de América del Norte. Recibe su nombre específico en reconocimiento a las contribuciones en el campo del biólogo de cuevas aficionado Neil Marchington.

## Descripción
Un Trogloraptor marchingtoni adulto tiene seis ojos y el largo del cuerpo de alrededor de 7 a 10 mm en machos y 8 a 10 mm en hembras. Con las patas extendidas, la araña puede alcanzar hasta 3 pulgadas de largo.
El cuerpo entero es marrón amarillento, excepto por una marca marrón en forma de V en el cefalotorax, los quelíceros marrón anaranjados, y los opistosomas marrón púrpura con una serie de tenues marcas de color chevrón. El carapax del cefalotorax tiene forma de pera con un esternón en forma de corazón. El abdomen es oval y escasamente cubierto con pequeñas cerdas (setas). Los machos poseen pedipalpos piriformes alargados. Ellos tejen sus telas primitivas, con sólo unas pocas hebras, de las que cuelgan del techo de las cuevas.
Estas arañas son únicas en cuanto a sus ganchos flexibles y dentados sen forma de garra en los últimos segmentos (tarso) de sus patas. Estas garras alargadas se asemejan a aquellas de las arañas de la familia Gradungulidae de Australia y Nueva Zelanda, pero ambas familias solo están lejanamente relacionadas. También están presentes garras en los tarsos en forma de gancho, en menor extensión en los géneros no relacionados Doryonychus de Tetragnathidae, Hetrogriffus de Thomisidae, y Celaenia de Araneidae.